# Довженок Василь Йосипович
Васи́ль Йо́сипович Довжено́к (нар. 11 (24) квітня 1909 — пом. 16 грудня 1976) — радянський учений-славіст, дослідник історії Русі; доктор історичних наук, професор,  віце-президент Міжнародної унії археологів-славістів (1965).

## Біографія
Василь Йосипович Довженок народився 11(24) квітня 1909 року в селі Крапивня Стародубської волості Чернігівської губернії. 
Закінчив музейне відділення Київського державного художнього інституту. 
Працював науковим співробітником Київського історичного музею. Вступив до аспірантури Київського університету. 
З 1938 року працював в Інституті археології АН УРСР і одночасно викладав історію СРСР у Київському педагогічному інституті. 
В 1940 році захистив кандидатську дисертацію. По закінченні Великої Вітчизняної війни Радянського Союзу повернувся в Інститут археології АН УРСР, де працював старшим науковим співробітником. В період 1954–1976 років керував спочатку відділенням, а згодом сектором слов'яно-руської й середньовічної археології.
У 1962 році здобув науковий ступінь доктора історичних наук, а у 1967 році — вчене звання професора.
Помер 16 грудня 1976 року в Києві.

## Наукова діяльність
Під його керівництвом були здійснені розкопки визначних ранньослов'янських і давньоруських пам'яток — Сахнівка, Воїнь, Волинцеве, Вишгород, Чучин тощо.
Автор близько 120 наукових праць, серед них монографії: «Військова справа у Київській Русі» (1950); «Землеробство Древньої Русі до середини XIII ст.» (1961); «Древньоруське місто Воїнь» (1966, у співавторстві) тощо. 

#### Праці
- Історія українського мистецтва: у 6-х томах / Академія наук УРСР, Головна редакція Української радянської енциклопедії; голов. ред. М. П. Бажан та ін. ред. — УРЕ, К., 1966–1970.
- Будова міських укріплень в Київській Русі // Вісник Академії Наук УРСР. — 1947.  — № 7;
- Древньоруські городища-замки // Археологія. — 1961. — Т. 13.

## Нагороди
- Орден "Знак Пошани"
- Державна премія УРСР в галузі науки і техніки.